# Тохтинское сельское поселение (Кировская область)
Тохтинское сельское поселение — муниципальное образование в составе Орловского района Кировской области России.
Столица — село Тохтино.

## История
Тохтинское сельское поселение образовано 1 января 2006 года согласно Закону Кировской области от 07.12.2004 № 284-ЗО.
5 июля 2011 года в соответствии с Законом Кировской области № 18-ЗО поселение включено в состав Орловского сельского поселения.

## Состав
В состав поселения входят 16 населённых пунктов:
| - село Тохтино - деревня Бизяевы - деревня Веретея - деревня Гребеневщина - деревня Зыковы - деревня Малые Чемодановы - деревня Мургазеево - деревня Обаимы | - деревня Озерки - деревня Тохтинские Пески - деревня Погудины - деревня Старостины - деревняТохтинские Тороповы - деревня Тюфяки - деревня Усенки - деревня Ярушонки |